# Aéroport international d'Andorre
L'Aéroport international d'Andorre (en catalan: Aeroport Internacional d'Andorra) est un projet d'aéroport international, étudié puis abandonné par les autorités de la principauté d'Andorre. Les prospections sont lancées par la chambre de commerce et d'industrie d'Andorre en 2018 aboutissent à un rapport final remis le 16 mars 2021,,,. Une étude finale de l'Organisation de l'aviation civile internationale (OACI) est remise au début du mois de juin 2021, dont les conclusions négatives conduisent à l'abandon définitif du projet.
Si le projet avait été mené à bien, l'aéroport aurait dû ouvrir ses portes en 2025 ou 2026. 

## Projet

### Conception
En 2018, le gouvernement d'Andorre commande une étude auprès de la chambre de commerce et d'industrie d'Andorre-la-Vieille sur le faisabilité d'un aéroport en Andorre, afin de remplacer le projet (quasiment avorté) de développement de l'aéroport de La Seu d'Urgell, situé en Espagne, près de la frontière andorrane.

### Site
Le projet comprend la création d'une piste de 2 000 mètres de long, d'une importante aérogare, de parkings couverts et de structures multiples au Grau Roig, dans la vallée de la Valira d'Orient, à seulement 10 kilomètres du Pas de la Case et de la France, aux portes de la station de ski de Grandvalira.
Le site aurait pu accueillir des Airbus A320 ou des Boeing 737.

### Coûts
Le coût du projet est estimé à 345 millions d'euros, dont une grande partie aurait été prise en charge par des entreprises privées ayant déjà manifesté leur intérêt. Si le projet avait été réalisé, le premier avion aurait pu atterrir en Andorre en 2026 et l'aéroport aurait pu accueillir plus de 500 000 passagers par an.

### Destinations
L'aéroport aurait dû être capable de communiquer avec des aérodromes dans un rayon de 6 000 km soit la France, l'Espagne ou encore le Royaume-Uni, mais aussi la Russie ou le Qatar.

### Abandon
En juin 2021, un rapport de l'Organisation de l'aviation civile internationale (OACI) conclut à l'absence de garanties de sécurité car, en cas d'incident, les pilotes n'auraient pas la possibilité de reprendre de l'altitude sans cogner la montagne. Le 9 juin 2021, le gouvernement prend la décision d'abandonner le projet, cherchant des alternatives pour désenclaver le pays.

## Réactions

### Support
Le gouvernement veut développer le tourisme de luxe, sachant qu'Andorre est l'un des seuls pays européens n'ayant pas d'aéroport. Des soucis de souveraineté nationale sont aussi invoqués.

### Opposition
Des doutes sont émis sur la rentabilité d'un tel aéroport, mais aussi des inquiétudes par rapport au site et à son écosystème,.
D'autres personnes émettent des craintes sur la faisabilité technique du projet.